# Karlovac
Karlovac é uma cidade da Croácia, localizada a cerca de 1 hora de Zagreb, a capital do país. A cidade é estrategicamente posicionada, próxima também a Ljubljana (capital da Eslovénia), Veneza (na Itália), e a costa da Dalmácia. Grande parte dos turistas chegam a Karlovac, porque a cidade está no caminho para o Parque Nacional dos Lagos de Plitvice. 
Karlovac é conhecida como a cidade dos quatro rios e a cidade dos parques. Cidade dos rios porque existem 2 rios que passam dentro da cidade e 2 rios que a circundam. Os rios Kupa e Korana passam bem no centro da cidade, e os rios Mrežnica e Dobra correm perto. Isto faz com que Karlovac durante o verão receba diversos visitantes com o intuito de aproveitar a natureza da cidade. 
Atualmente os quatro rios da cidade estão limpos e com boas condições para nadar. O rio Korana é o mais famoso para as atividades de verão. A “praia” da cidade é conhecida como Foginovo, e é a região com mais infraestrutura. No Foginovo há quadras de vôlei, pista de atletismo, playground para crianças, instrumentos de exercícios para adultos, mesas e churrasqueira para picnics e um trampolim. O rio é majoritariamente fundo, exceto na área infantil. E, durante o verão há salva-vidas locais prontos para ajudar em caso de qualquer necessidade. Durante a temporada de verão a cidade também oferece alguns brinquedos flutuantes gratuitos. 
Nas principais áreas de banho de rio não há perigo de redemoinhos ou fortes correntezas. Além disso, embora existam muitos peixes nos rios, não há animais perigosos como jacarés, crocodilos, cobras venenosas, entre outros.
O rio Korana é o mesmo rio que passa no deslumbrante Parque Nacional dos Lagos de Plitvice.
O Castelo Dubovac ou Stari Grad Dubovac (cidade antiga de Dubovac, em croata) é um castelo bonito e bem preservado que data do final do século XII ou início do século XIII. Ao longo dos anos, o castelo foi propriedade privada de diversas famílias nobres. Mas nos últimos anos, o castelo tornou-se propriedade da cidade. Dentro do castelo há um museu que explica a transformação do castelo e da cidade ao longo dos anos. É preciso comprar entrada para subir na torre e visitar o museu, mas o preço é baixo, quase como uma taxa simbólica. Além de conhecer melhore a história de Karlovac, subindo até o topo da torre você terá a vista mais deslumbrante de toda a cidade.
Em 2017, além do museu, a propriedade também passou a abrigar um Restaurante Bistrô. A parte antiga foi totalmente preservada e mantém a atmosfera medieval original.
Karlovac é a cidade onde é feita a famosa cerveja Karlovačko. Na Croácia, como em alguns outros países da Europa, existe a tradição de que cada cidade produza a sua própria cerveja. Assim, a Karlovačko é a cerveja produzida em Karlovac, e a Ožujsko é a cerveja de Zagreb.

## História
Karlovac foi originalmente construída em 13 de julho de 1579, como uma fortaleza renascentista em forma de estrela de seis pontas, em uma área estrategicamente vantajosa, na confluência dos rios Kupa e Korana.
A fortaleza foi construída por Carlos II, Arquiduque da Áustria, com o propósito de defesa contra o Império Otomano. Em sua homenagem, a fortaleza foi nomeada Karlstadt (cidade do Carlos). O exército otomano tentou conquistar Karlstadt sete vezes, mas em todas elas a fortaleza resistiu aos ataques. Com o passar do tempo, a fortaleza se espalhou e se tornou a cidade de Karlovac, expandindo-se até os rios Mrežnica e Dobra. 
Hoje, Karlovac é uma cidade maior, que vai muito além da fortaleza, mas ainda é possível reconhecer a famosa Estrela de seis pontas que continua sendo visível no centro da cidade, rodeada por parques.

## Pontos de interesse
Estrela, o centro histórico da cidade é também o monumento mais importante. É a parte mais antiga de Karlovac, datando do século XVI. A fortaleza no formato de uma estrela de seis pontas, representava a cidade renascentista ideal, com um traçado geométrico de ruas, o que a torna uma das poucas cidades desse tipo na Europa. No passado, a fortaleza era fortificada e rodeada por fossos defensivos que se enchiam  com água dos rios, a cada aproximação de inimigos. Hoje, os fossos ainda existem, mas eles são visíveis apenas como parques verdes ao redor do antigo centro da cidade.
As principais atrações do centro antigo incluem o museu da cidade (também o edifício mais antigo de Karlovac, construído no início do século XVII), a escola de música mais antiga da Croácia, o teatro Zorin Dom, um mosteiro franciscano com museu e igreja, e outros edifícios históricos.
Castelo Dubovac área da cidade de Karlovac conta com 16 castelos medievais, vários fortes, torres e cidades antigas. O mais famoso deles é o Castelo de Dubovac, situado em uma colina acima do centro histórico da cidade. O castelo é um dos monumentos arquitetônicos mais bonitos e mais bem preservados do período feudal. Construído no século XIII, Dubovac ganhou sua aparência atual no século XVI, com elementos renascentistas e góticos dominantes. Hoje, o castelo é um local turístico popular. A torre abriga um museu e um mirante, enquanto o pátio do castelo abriga um adorável restaurante – o Bistro Kastel.
Outros dois castelos próximos são os castelos de Ozalj e Ogulin. O Castelo de Ozalj abriga um museu e uma galeria, enquanto o Castelo de Ogulin abriga a Casa dos Contos de Fadas (House of Fairy Tales), um lugar dedicado aos personagens da famosa escritora croata Ivana Brlić Mažuranić. 
Aquário Aquatika, o primeiro e único aquário de água doce da Croácia. Localizado na margem do rio Korana, o aquário oferece uma visão interessante e educacional do mundo dos rios, já que a Croácia é um dos países europeus com maior variedade de ictiofauna. O aquário representa a flora e a fauna dos quatro rios e suas bacias e a exposição representa o fluxo de um rio, da nascente ao estuário. Além do aquário, o local conta com um parque infantil, café, salão multifuncional para eventos e uma lojas de souvenirs com produtos artesanais feitos na região de Karlovac.
O Museu da Guerra é um museu moderno e interativo, inaugurado em 2019. O museu está localizado no antigo quartel austríaco, no bairro de Turnj, próximo ao centro de Karlovac. O museu conta a história da guerra dos anos 90, (conhecida na Croácia como a “Guerra da Pátria” e no Brasil como "Guerra da Bósnia"), dos veteranos de guerra e da independência croata. A exposição permanente inclui 350 objetos originais, horas de conteúdo multimídia, apresentações de vídeo, animações e filmes. A exposição ao ar livre no pátio do museu inclui réplicas e muitas peças originais de armamento, como tanques, canhões, aeronaves e outros veículos de guerra.